# Lopeti Timani
Pour les articles homonymes, voir Timani.

a Compétitions nationales et continentales officielles uniquement.

b Matchs officiels uniquement.
Dernière mise à jour le 19 juin 2025.
Lopeti Timani, né le 28 septembre 1990 à Navutoka (Tonga), est un joueur international tongien de rugby à XV évoluant aux postes de troisième ligne ou deuxième ligne. Il joue d'abord pour l'équipe d'Australie entre 2016 et 2017, avant de représenter son pays de naissance à partir de 2021. Depuis 2025 il joue au club de l'Union sportive carcassonnaise XV. Il mesure 1,93 m pour 125 kg.
Lopeti Timani est le cadet d'une fratrie de joueur de rugby comprenant l'international tongien Sione, et l'international australien Sitaleki.

## Carrière

### En club
Lopeti Timani a rejoint l'Australie en 2008 à l'âge de 18 ans. Il est alors convoité par de nombreuses équipes de rugby à XV ou rugby à XIII. Il décide finalement de rejoindre les Canterbury-Bankstown Bulldogs l'année suivante, avec qui il évolue deux saisons au sein de la National Youth Competition.
En 2011, il retourne vers le rugby à XV, et rejoint le club des Southern Districts qui évolue en Shute Shield (championnat des clubs de la région de Sydney). La même année, il joue avec l'équipe de développement de la franchise des Waratahs, avant d'être retenu dans le groupe élargi d'entrainement de cette même franchise pour le Super Rugby 2012. Il évolue alors au côté de son frère, Sitaleki. Il évolue deux saisons avec les Waratahs, jouant 19 matchs, dont un match contre les Lions britanniques et irlandais en 2013. Il ne connait cependant que deux titularisations, en raison de la forte concurrence au poste de troisième ligne centre de la part du Wallaby Wycliff Palu.
À la recherche de plus de temps de jeu, il rejoint en 2014 la franchise des Melbourne Rebels pour un contrat de deux saisons. S'il s'impose ensuite comme un joueur cadre de l'effectif grâce à sa puissance physique, il joue avant tout au poste de deuxième ligne en raison de la concurrence de Scott Higginbotham, puis de l'ancien All Black Adam Thomson et de l'international japonais Amanaki Mafi. En janvier 2017, il prolonge son contrat pour deux saisons supplémentaires.
À partir de 2014, il joue également avec l'équipe des Melbourne Rising dans le cadre de la création de la nouvelle compétition provinciale australienne : la NRC.
En 2018, il s'engage pour trois saisons avec le club français du Stade rochelais évoluant en Top 14. Lors de sa première saison au club, il se blesse gravement au genou lors d'un déplacement à Enisey en Challenge européen, mettant fin à sa saison après seulement six matchs. Il est également peu utilisé lors de ses deux autres années de contrat.
Laissé libre par La Rochelle en juin 2021, il rejoint alors le RC Toulon pour un contrat d'une saison, plus une autre en option. Il ne joue qu'une seule saison avec ce club, disputant douze matchs.
Au terme de son contrat avec Toulon, il rejoint Cardiff Rugby en United Rugby Championship. Il joue deux saisons avec cette équipe, puis n'est pas conservé en juin 2024.
Il s'engage avec le RC Narbonne, évoluant en Nationale, à compter de la saison 2024-2025. Au bout d'une saison, il décide d'utiliser la clause libératoire de son contrat pour rejoindre un club évoluant à l'échelon supérieur, en l'occurrence l'US Carcassonne, récemment promu en Pro D2,. Il retrouve sur place son frère aîné Sitaleki, qui rejoint également l'USC en provenance du CA Brive. 

### En équipe nationale
En 2008, il est sélectionné avec l'équipe des Tonga des moins de 20 ans, mais ne peut pas disputer de matchs car il est alors âgé que de 17 ans.
En août 2016, il est sélectionné par Michael Cheika pour jouer avec l'équipe d'Australie, et il fait ses débuts en sélection le 17 septembre 2016 contre l'Argentine,.
Il est alors considéré comme un joueur d'avenir au poste de troisième ligne centre pour les Wallabies, où sa puissance physique due à son gros gabarit (125 kg) en fait un successeur potentiel de Wycliff Palu. Son départ en France en 2018 met toutefois un terme à sa carrière internationale, après seulement douze sélections.
En 2021, afin de changer de nation rugbystique, et pour représenter les Tonga, il joue avec l'équipe des Tonga de rugby à sept en juin 2021 lors du tournoi de qualification olympique de Monaco,.
Il fait ses débuts avec l'équipe des Tonga de rugby à XV le 6 novembre 2021 contre l'Angleterre.
En juin 2023, il est sélectionné au sein du groupe tongien retenu pour préparer la Coupe du monde 2023 en France. Il ne fait cependant pas partie du groupe final de 33 joueurs annoncé deux mois plus tard.

## Palmarès

### En club
- Finaliste du Championnat de France en 2021 avec le Stade rochelais.

### En équipe nationale
Lopeti Timani compte 12 capes avec les Wallabies, dont six titularisations, depuis son premier match face à l'équipe d'Argentine le 17 septembre 2016 à Perth. Il a inscrit un essai, soit 5 points en équipe nationale.
Il participe à deux éditions du Rugby Championship, en 2016 et 2017. Il dispute deux rencontres dans cette compétition.

## Vie privée
En juillet 2018, après une soirée arrosée, Lopeti Timani est violemment agressé par Amanaki Mafi, son coéquipier aux Rebels, ainsi que par son frère. tous deux lui reprochant d'avoir fait une réflexion sur leur sœur. Ils le passent à tabac avant de le séquestrer ,. Lopeti Timani ne doit son salut qu'en sautant d'une voiture en marche. Il en gardera des séquelles physiques et mentales, tandis que Mafi écope finalement d'une amende, après avoir risqué une peine de prison.
En 2019, alors qu'il est joueur du Stade rochelais, il est reconnu coupable de « violence avec arme » (une bouteille) sur la personne d'un videur de boite de nuit. Il écope pour cela d'une lourde amende et d'une peine de prison avec sursis,.